# آش نذری
آش نذری (فارسی: آش نذری) یک فیلم به کارگردانی حسین شهابی است.